# Euthyone celenna
Euthyone celenna là một loài bướm đêm thuộc phân họ Arctiinae, họ Erebidae.